# Trenque Lauquen partido
Trenque Lauquen egy partido Argentína középpontjától keletre, Buenos Aires tartományban. Székhelye Trenque Lauquen.

## Népesség
A partido népessége a közelmúltban a következőképpen változott:
| Év   | Lakosság |
| ---- | -------- |
| 2001 | 39 782   |
| 2010 | 43 021   |